# Профспілка журналістів Гамбії
Профспілка журналістів Гамбії (англ. Gambia Press Union, GPU) — профспілка журналістів Гамбії. Вона була заснована у 1978 році групою журналістів на чолі з ветераном гамбійської журналістики та видавцем Вільямом Діксоном Коллі (1913-2001). Серед інших співзасновників — Дейда Гідара (1946-2004), Мелвін Б. Джонс і Пап Сейн.
Близько 200 журналістів друкованих та цифрових ЗМІ є зареєстрованими членами профспілки.

## Список голів та президентів
| Особа                  | Період перебування на посаді | Період перебування на посаді | Посада               |
| Особа                  | Початок                      | Кінець                       | Посада               |
| ---------------------- | ---------------------------- | ---------------------------- | -------------------- |
| Мелвілл Б. Джонс       | 1978                         | 1990                         | Голова               |
| Вільям Діксон Колі     | 1978                         | 1992                         | Генеральний секретар |
| Дейда Гідара           | 1990                         | 1998                         | Голова               |
| Демба Джаво            | 1998                         | 2002                         | Голова               |
| Демба Джаво            | 2002                         | 2005                         | Президент            |
| Маді Сісей             | 2005                         | 2008                         | Президент            |
| Ндей Тафа Соссех       | 2008                         | 2011                         | Президент            |
| Бай Еміль Турай        | 2011                         | 2018                         | Президент            |
| Шериф Боджанґ-молодший | 2018                         | 2021                         | Президент            |
| Мухаммед С. Бах        | 2021                         |                              | Президент            |